# Shrek cu zurgălăi
Shrek cu zurgălăi (în engleză Shrek the Halls) este un film de animație de Crăciun din anul 2007, regizat de Gary Trousdale și produs de DreamWorks Animation. A avut premiera pe canalul ABC.